# Luis Antonio Escobar
Luis Antonio Escobar (19 settembre 1969 – Oceano Pacifico, 8 dicembre 1987) è stato un calciatore peruviano, di ruolo attaccante.
È deceduto nell'incidente aereo noto come Disastro aereo dell'Alianza Lima l'8 dicembre 1987.

## Carriera

### Club
Ha segnato un gol in 6 presenze nella Coppa Libertadores 1987.